# Haga FF
Haga FF är en idrottsförening från Norrköping i Östergötland, bildad 2020 genom sammanslagning av de anrika föreningarna Norrköpings FF och Hagahöjdens BK. Föreningen har en sektion för bordtennis, en sektion för gåfotboll och en för fotboll. Två ungdomslag startades under hösten/vintern 2022/23. Representationslaget för herrar placerade sig 2022 på tionde plats i division IV Östergötland.